# Kościół Niepokalanego Poczęcia Najświętszej Maryi Panny w Wierzbięcinie
Kościół Niepokalanego Poczęcia Najświętszej Maryi Panny w Wierzbięcinie – katolicki kościół parafialny zlokalizowany we wsi Wierzbięcin w gminie Nowogard, w powiecie goleniowskim (województwo zachodniopomorskie).

## Historia i architektura
Kościół został wzniesiony w 1737 roku, za czasów pastora Schmidta i pod nadzorem rodziny Backhus. Wybudowano go na miejscu wcześniejszego kościoła św. Anny, istniejącego od 1567 roku. Murowany w technice ryglowej jest orientowaną budowlą salową, sytuowaną na rzucie prostokąta. W 1759 roku dostawiono do niego drewnianą, dwukondygnacyjną wieżę, nakrytą ośmiobocznym spiczastym hełmem. Kościół kryty jest dwuspadowym dachem, prostokątne okna podzielone są na kwatery. Po II wojnie światowej kościół został poświęcony jako świątynia katolicka w dniu 1 października 1946 roku przez księdza Bogdana Szczepanowskiego TChr. W latach 1993–1994 przeprowadzono remont kościoła, w trakcie którego konstrukcję ryglową ścian wymieniono na murowaną i otynkowano budynek z zewnątrz. Ponownej konsekracji dokonał 11 grudnia 1994 roku biskup Jan Gałecki.
Wnętrze kościoła nakrywa płaski, odeskowany strop. Nad wejściem znajduje się XIX-wieczna, trójdzielna empora z prospektem organowym. Oryginalny ołtarz nie zachował się.
Teren wokół kościoła częściowo ogrodzony jest ceglanym murem.